# SummerSlam (1990)
SummerSlam (1990) — щорічне pay-per-view шоу «SummerSlam», що проводиться федерацією реслінгу WWE. Шоу відбулося 27 серпня 1990 року в Spectrum (арена) у місті Філадельфія, штат Пенсільванія (США). Це було третє шоу в історії «SummerSlam». Під час шоу відбулося десять матчів та ще один перед показом.